# سوآسون
شهر سوآسون (به فرانسوی: Soissons) در شهرستان انه در ناحیه پیکاردی با جمعیت ۲۸٬۴۴۲ نفر در کشور فرانسه واقع شده‌است